# Donald McGuire
Pour les articles homonymes, voir McGuire.
Donald J. McGuire, né le 9 juillet 1930, est un prêtre jésuite américain laïcisé et condamné pour agressions sexuelles d'enfants. Avant sa condamnation, McGuire était un membre éminent de la Compagnie de Jésus (Jésuites) et avait été conseiller spirituel et confesseur de Mère Teresa. Il est décédé en 2017, alors qu'il purgeait une peine de 25 ans de prison après une condamnation pour abus sexuels sur mineurs.

## Biographie
Donald McGuire est né le 9 juillet 1930 à Oak Park, dans l'Illinois aux États-Unis. Il devient membre des Jésuites le 21 août 1947 ; il est ordonné prêtre en 1961. 
Il aurait abusé d'une première victime en Europe au début des années 1960. En 1965 il intègre, en tant que professeur au sein d'un établissement d'enseignement, dirigé par les Jésuites, la Loyola Academy (en). De 1966 à 1969, il agresse trois autres victimes au sein de l'établissement.
En 1970, John H. Reinke, alors président de la Loyola Academy de Wilmette considère la présence de McGuire comme « positivement destructrice et corrosive ». Il propose un déplacement au sein de l’université Loyola de Chicago.
En 1994, Mère Teresa indique que Donald McGuire a reconnu une « imprudence dans son comportement » mais intervient auprès des supérieurs pour le soutenir : « Nous, les Missionnaires de la Charité, ferons tout ce qui est en notre pouvoir pour le protéger ainsi que le Sacerdoce de Jésus-Christ, qu'il porte, lorsqu'il reprendra sa mission avec nous. Je suis pleine d'espoir que vous permettrez au P. McGuire de poursuivre son ministère auprès des Missionnaires de la Charité dès que possible »,.
Il est condamné à 25 ans de prison dans le cadre d'un procès pénal en 2006,. Il décéde en 2017, alors qu'il purgeait cette peine.